# إيفان جورجييف
إيفان جورجييف (بالبلغارية: Иван Георгиев)‏ هو لاعب كرة قدم بلغاري في مركز حراسة المرمى، ولد في 20 مايو 1985 في سليفن في بلغاريا. لعب مع او في سي سليفن 2000 وليفسكي صوفيا.

## وصلات خارجية
- إيفان جورجييف على موقع قاعدة بيانات كرة القدم.إي يو (الإنجليزية)
- إيفان جورجييف على موقع Soccerway.com (الإنجليزية)